# La porta del cel
|  | Aquest article tracta sobre la pel·lícula; per a la travessa, vegeu l'article La porta del cel (travessa) |

La porta del cel (títol original: Heaven's Gate) és un western estatunidenc de Michael Cimino estrenada el 1980 i doblada al català
Fracàs a la seva estrena (és responsable de la fallida de la United Artists), la pel·lícula gaudeix avui d'una reputació considerable entre els cinèfils i les crítiques.

## Argument
De 1870 a 1903: la vida, els amors i els fracassos de James Averill. Testimoni fosc i nostàlgic dels tumults de finals del segle xix. La seva sortida de Harvard el 1870 i la seva participació en la guerra del Comtat de Johnson a Wyoming el 1890.

## Repartiment
- Kris Kristofferson: James Averill
- Christopher Walken: Nathan D. Champion
- Isabelle Huppert: Ella Watson
- John Hurt: Billy/William C. Irvine
- Brad Dourif: M. Eggleston
- Joseph Cotten: el reverend Gordon Sutton
- Jeff Bridges: John L. Bridges
- Sam Waterston: Frank Canton
- Mickey Rourke: Nick Ray
- Willem Dafoe: actor

## Al voltant de la pel·lícula
- La pel·lícula, que havia de ser el triomf del cinema d'autor a Hollywood, va esdevenir la seva (fastuosa) tomba. Segons els historiadors (Peter Biskind, Jean-Baptiste Thoret…) els desastres comercials de Heaven's Gate i, més tard, d'Història d'amor van suposar la mort del New Hollywood.
- No existeix (fins avui) versió definitiva de  La porta del cel . El nou muntatge de l'Estudi de 145 minuts (efectuat pel mateix Michael Cimino el 1981) té tendència a desaparèixer avui en benefici d'un muntatge més complet de 220 minuts (retrobat per la cadena Z Channel el 1988). Algunes escenes són més llargues i més riques en la versió curta de la pel·lícula. El personatge de Wolcoot és més ben acabat en la versió tallada de l'Estudi.
- La pel·lícula s'inspira en fets reals coneguts amb el nom de la Batalla de Johnson County.
- Un quart de segle després de ser contractat com a extra a La porta del cel  (escena del combat de galls al començament de la pel·lícula), Willem Dafoe serà la veu en off que narra la ruïna de l'empresa al documental de Michael Epstein rodat el 2004: Final Cut: The Making and Unmaking of Heaven's Gate.
- La pel·lícula marca els començaments d'Anna Thomson (Anna Levin), Mickey Rourke i... en una mesura menor de Willem Dafoe.
- Llista de les referències cinematogràfiques presents en Heaven's Gate de Michael Cimino: La Porta del diable d'Anthony Mann, Alamo de John Wayne, Duel in the Sun de King Vidor, El Guepard de Luchino Visconti, El caçador de Michael Cimino, Magnum Força de Ted Post…
- Per un pressupost de més de 40 milions de dòlars, el film no ha aconseguit més que 3.484.331 de dòlars. Es tracta doncs del més gran bluf de la història del cinema estatunidenc. Almenys a l'estrena de la pel·lícula el 1981... Sense parlar de la molt mala publicitat tant per a l'estudi com per al seu cineasta. Cineasta que no trobarà mai aquesta llibertat artística i financera. La pel·lícula va catapultar Michael Cimino al rang dels cineastes maleïts.
- Els resultats desastrosos de la pel·lícula al box office van tenir també un efecte devastador sobre la producció de westerns als Estats Units. Després d'una «revifada» al final dels anys 1960, molt pocs westerns van ser produïts en els anys 1980.
- Michael Cimino haurà d'esperar sis anys per trobar la confiança d'un financer.
- Contra l'opinió radical de l'estudi (l'executiu de l'estudi, Steven Bach, trobava que tenia la cara d'una «patata») Cimino va imposar Isabelle Huppert que trobava « atractiva ». L'havia vist a la pel·lícula de Claude Goretta: La Dentellière.
- Heaven's Gate va ser retirada del cartell després de només una setmana d'explotació. Cimino va proposar una nova versió a l'Estudi i va tallar ell mateix la seva pel·lícula durant vuit mesos més. Després de més de 300 talls, la pel·lícula es va reestrenar el 1981. Amb una nova veu en off, una violència edulcorada, personatges sacrificats: la pel·lícula serà de nou un fracàs. Totes les crítiques influents de l'època, (Pauline Kael i Roger Ebert…), van detestar la pel·lícula. Ebert escriurà el gener de 1981: «  La porta del cel  és el més escandalós embolic cinematogràfic que mai no he vist.  »
- El 19 de novembre 1980, en l'estrena a Nova York, Cimino va demanar per què ningú no havia anat a beure xampany en el l'entreacte. Steven Bach, segons el seu propi llibre: Final Cut, The Making Of Heaven's Gate, li hauria respost: «Perquè detesten la teva pel·lícula !!! »
- Michael Cimino va consumir una quantitat increïble de pel·lícula. Es van catalogar 220 hores de rush. El primer muntatge projectat per Cimino, als dirigents del United Artists, feia cinc hores vint-i-cinc. El muntatge per a l'estrena a Nova York: 3 h 39. Finalment, el muntatge internacional de 1981: 2 h 29.
- El 2005, la pel·lícula va ser presentada en una còpia nova a París en presència d'Isabelle Huppert i de Michael Cimino.
- El febrer 2010, els lectors de la revista anglesa Empire han classificat La Porta del Paradís al sisè lloc de les pitjors pel·lícules de tots els temps.
- A la seva obra Esplendor del Western, Suzanne Liandrat-Guigues subratlla els vincles entre La porta del cel i la sèrie Deadwood de HBO. Si la visió radical de Cimino va ser espectacularment rebutjada al començament dels anys 1980 (a trenc d'alba de l'era de Reagan), sembla que aquest pas desmitificador sembli perfectament acceptable als ulls del públic d'avui. Present en aquestes dues produccions, Brad Dourif apareix com la perfecta encarnació d'aquesta filiació.

## Premis i nominacions

### Nominacions
- 1981. Palma d'Or
- 1982. Oscar a la millor direcció artística per Tambi Larsen, James L. Berkey